# Colombitherium
Colombitherium es un género extinto de mamífero perteneciente al grupo de los meridiungulados, que comprende varias formas de mamíferos ungulados (dotados de pezuñas) que habitaron en Sudamérica durante gran parte del Cenozoico. Colombitherium debe su nombre de género al país en donde fue descubierto - Colombitherium significa "bestia de Colombia", mientras que su nombre de especie, C. tolimense, se debe al departamento de Tolima en donde fue hallado. Descrito por primera vez por el profesor francés Robert Hoffstetter en 1970, Colombitherium proviene de la formación Gualanday (departamento de Tolima, centro de Colombia) y se estima que pertenece al Eoceno superior.
Este animal vivió a finales del período Eoceno, siendo conocido fundamentalmente a partir de restos de mandíbulas y dientes. Dichos dientes, molares y premolares de tipo bilofodonte, presentes en los piroterios - aparentemente segundo premolar (P2) y segundo molar (M2) - fueron considerados como evidencia de que era un posible ancestro de los pirotéridos como Pyrotherium y Baguatherium del Oligoceno. Análisis más recientes sugieren que dichas características se hallan frecuentemente en otros grupos de mamíferos placentarios, por lo que Colombitherium y el también primitivo Proticia podrían no ser piroterios e incluso se podría cuestionar la relación de este grupo con otros órdenes como los notoungulados. En todo caso, hasta que se halle nueva evidencia, se considera que Colombitherium y Proticia están situados en su propia familia, Colombitheriidae, que es tentativamente clasificada como un clado primitivo de Pyrotheria.
La nueva interpretación de los restos de Colombitherium profundiza el vacío morfológico entre este género y otros piroterios (excepto Proticia), pero abre nuevas vías de estudio sobre el origen del orden Pyrotheria.